# Román női labdarúgó-válogatott

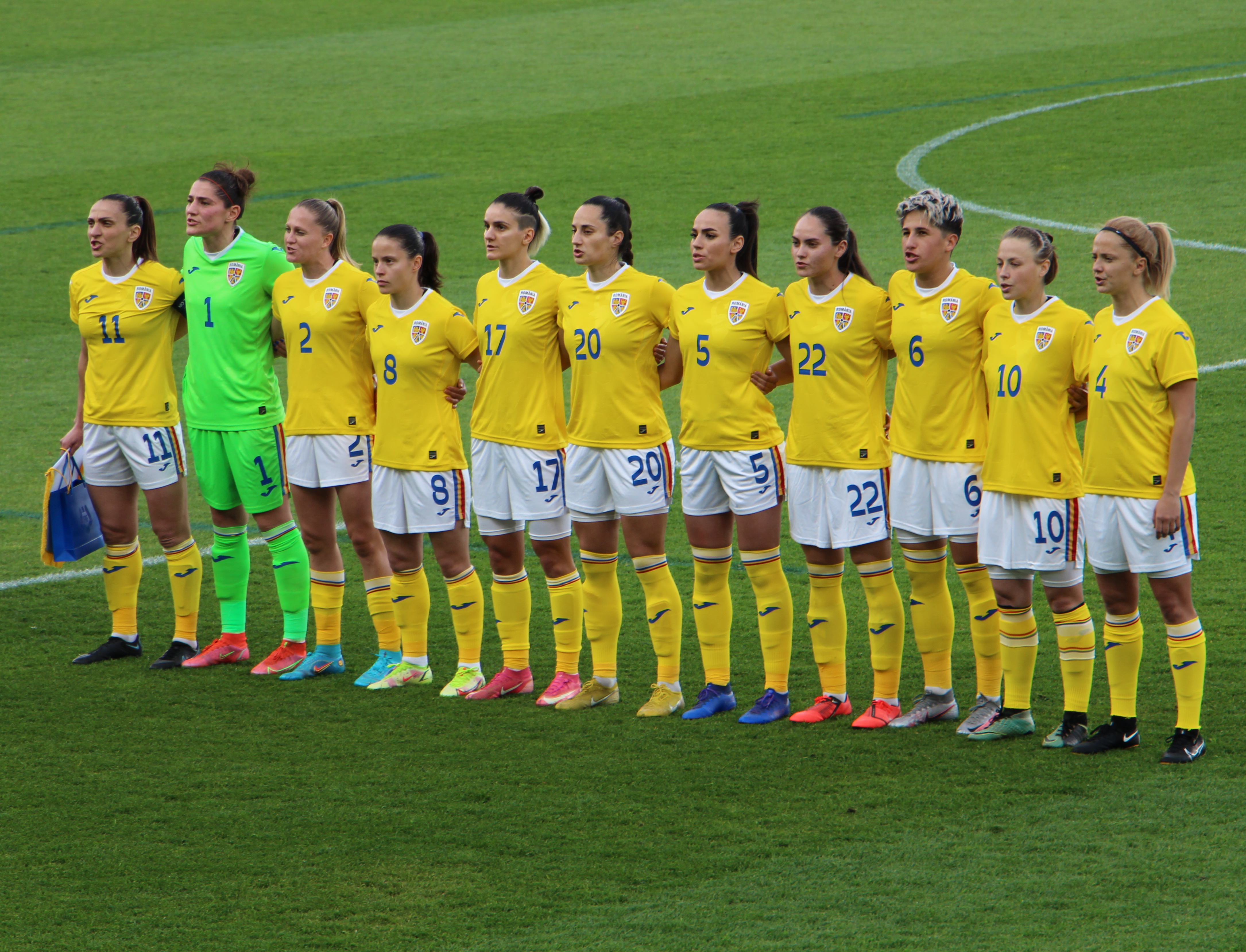
A román női labdarúgó-válogatott 2022-ben

A román női labdarúgó-válogatott képviseli Romániát a nemzetközi női labdarúgó-eseményeken. A csapatot a román labdarúgó-szövetség szervezi és irányítja. A román női válogatott szövetségi kapitánya Maria Delicoiu.
A román női nemzeti csapat még egyszer sem kvalifikálta magát világbajnokságra, Európa-bajnokságra illetve az olimpiai játékokra.

## Nemzetközi eredmények

### Világbajnoki szereplés
| Év       | Helyszín         | Eredmény      | Hely | M | Gy | D | V | Rg | Kg | Gk | P |
| -------- | ---------------- | ------------- | ---- | - | -- | - | - | -- | -- | -- | - |
| 1991     | Kína             | nem indult    | –    | – | –  | – | – | –  | –  | –  | – |
| 1995     | Svédország       | nem jutott be | –    | – | –  | – | – | –  | –  | –  | – |
| 1999     | Egyesült Államok | nem jutott be | –    | – | –  | – | – | –  | –  | –  | – |
| 2003     | Egyesült Államok | nem jutott be | –    | – | –  | – | – | –  | –  | –  | – |
| 2007     | Kína             | nem jutott be | –    | – | –  | – | – | –  | –  | –  | – |
| 2011     | Németország      | nem jutott be | –    | – | –  | – | – | –  | –  | –  | – |
| 2015     | Kanada           | nem jutott be |      |   |    |   |   |    |    |    |   |
| Összesen | Összesen         | 0 / 6         |      | – | –  | – | – | –  | –  | –  | – |

### Európa-bajnoki szereplés
| Év       | Helyszín            | Eredmény      | Hely | M | Gy | D | V | Rg | Kg | Gk | P |
| -------- | ------------------- | ------------- | ---- | - | -- | - | - | -- | -- | -- | - |
| 1984     | –                   | nem indult    | –    | – | –  | – | – | –  | –  | –  | – |
| 1987     | Norvégia            | nem indult    | –    | – | –  | – | – | –  | –  | –  | – |
| 1989     | NSZK                | nem indult    | –    | – | –  | – | – | –  | –  | –  | – |
| 1991     | Dánia               | nem indult    | –    | – | –  | – | – | –  | –  | –  | – |
| 1993     | Olaszország         | nem jutott be | –    | – | –  | – | – | –  | –  | –  | – |
| 1995     | Németország         | nem jutott be | –    | – | –  | – | – | –  | –  | –  | – |
| 1997     | Norvégia Svédország | nem jutott be | –    | – | –  | – | – | –  | –  | –  | – |
| 2001     | Németország         | nem jutott be | –    | – | –  | – | – | –  | –  | –  | – |
| 2005     | Anglia              | nem jutott be | –    | – | –  | – | – | –  | –  | –  | – |
| 2009     | Finnország          | nem jutott be | –    | – | –  | – | – | –  | –  | –  | – |
| 2013     | Svédország          | nem jutott be |      |   |    |   |   |    |    |    |   |
| Összesen | Összesen            | 0 / 10        |      | – | –  | – | – | –  | –  | –  | – |

### Olimpiai szereplés
| Év       | Helyszín       | Eredmény      | Hely | M | Gy | D | V | Rg | Kg | Gk | P |
| -------- | -------------- | ------------- | ---- | - | -- | - | - | -- | -- | -- | - |
| 1996     | Atlanta        | nem jutott be | –    | – | –  | – | – | –  | –  | –  | – |
| 2000     | Sydney         | nem jutott be | –    | – | –  | – | – | –  | –  | –  | – |
| 2004     | Athén          | nem jutott be | –    | – | –  | – | – | –  | –  | –  | – |
| 2008     | Peking         | nem jutott be | –    | – | –  | – | – | –  | –  | –  | – |
| 2012     | London         | nem jutott be | –    | – | –  | – | – | –  | –  | –  | – |
| 2016     | Rio de Janeiro |               |      |   |    |   |   |    |    |    |   |
| Összesen | Összesen       | 0 / 5         |      | – | –  | – | – | –  | –  | –  | – |

## Játékoskeret
A 2019-es Négy Nemzet Tornájára nevezett keret.
| Szám | Poszt | Név                   | Születési dátum / Kor          | Válogatottság | Gólok | Klub                    |
| ---- | ----- | --------------------- | ------------------------------ | ------------- | ----- | ----------------------- |
| 1    | K     | Andreea Părăluță      | 1994. november 27. (30 éves)   |               |       | Levante                 |
| 12   | K     | Linda Kajtár          | 1997. február 11. (28 éves)    |               |       | Vasas Femina            |
| 2    | V     | Olivia Oprea          | 1987. március 19. (37 éves)    |               |       | Pozoalbense             |
| 3    | V     | Melinda Nagy          | 2000. február 4. (25 éves)     |               |       | Olimpia Cluj            |
| 5    | V     | Teodora Meluță        | 1999. augusztus 3. (25 éves)   |               |       | Olimpia Cluj            |
| 6    | V     | Brigitta Gődér        | 1992. május 6. (32 éves)       |               |       | ETO FC Győr             |
| 16   | V     | Bianca-Marilena Sandu | 1992. április 22. (32 éves)    |               |       | Diósgyőr                |
| 4    | KP    | Claudia Pană          | 2002. január 23. (23 éves)     |               |       | Olimpia Cluj            |
| 8    | KP    | Ștefania Vătafu       | 1993. július 12. (31 éves)     |               |       | RSC Anderlecht          |
| 11   | KP    | Florentina Olar-Spânu | 1985. augusztus 6. (39 éves)   |               |       | FC Nordsjælland         |
| 13   | KP    | Erika Geréd           | 1999. április 28. (25 éves)    |               |       | Vasas Femina            |
| 14   | KP    | Andrea Herczeg        | 1994. szeptember 13. (30 éves) |               |       | Kungsbacka DFF          |
| 15   | KP    | Claudia Bistrian      | 1996. augusztus 31. (28 éves)  |               |       | Fortuna Becicherecu Mic |
| 17   | KP    | Maria Neacșu          | 1999. szeptember 27. (25 éves) |               |       | Olimpia Cluj            |
| 18   | KP    | Beatrice Tărășilă     | 1997. május 21. (27 éves)      |               |       | Olimpia Cluj            |
| 19   | KP    | Mihaela Ciolacu       | 1998. augusztus 12. (26 éves)  |               |       | Olimpia Cluj            |
| 20   | KP    | Cristina Carp         | 1997. július 28. (27 éves)     |               |       | Olimpia Cluj            |
| 9    | CS    | Mara Bâtea            | 1995. április 12. (29 éves)    |               |       | Olimpia Cluj            |

## Lásd még
- Román labdarúgó-válogatott